# Граф, Вальтер
Вальтер Андреас Граф (нем. Walter Andreas Graf, 3 марта 1937, Цюрих — 2 февраля 2021) — швейцарский бобслеист, разгоняющий, выступавший за сборную Швейцарии в конце 1960-х — начале 1970-х годов. Бронзовый призёр зимних Олимпийских игр 1968 года в Гренобле, чемпион Европы.

## Биография
Вальтер Граф родился 3 марта 1937 года в Цюрихе. С ранних лет увлёкся спортом, позже заинтересовался бобслеем и прошёл отбор в национальную сборную Швейцарии, присоединившись к ней в качестве разгоняющего. Сразу стал показывать неплохие результаты, в частности, на чемпионате Европы 1968 года в Санкт-Морице выиграл золото в зачёте четвёрок. Благодаря этому успеху, удостоился права защищать честь страны на Олимпийских играх в Гренобле, где, находясь в составе четырёхместного экипажа, куда также вошли пилот Жан Вики с разгоняющими Хансом Кандрианом и Вилли Хофманом, завоевал бронзовую медаль.
Затем у него наступил спад, длившийся в течение нескольких лет и не принёсший ему ни одной медали. Конкуренция в сборной сильно возросла, поэтому вскоре Вальтер Граф принял решение завершить карьеру профессионального спортсмена, уступив место молодым швейцарским бобслеистам.